# Усманов, Мамед
Мамед Усманов (16 ноября 1922 года, Андижан, Туркестанская АССР — 16 сентября 2013 года, посёлок Гидроторф, Балахнинский район, Нижегородская область) — слесарь автоконтрольного пункта вагонного депо № 6 железнодорожной станции «Самарканд» Среднеазиатской железной дороги, Узбекская ССР. Герой Социалистического Труда (1971).

## Биография
Родился в 1922 году в Андижане. После начальной школы обучался в ремесленном училище, по окончании которого с 1938 года трудился слесарем в вагонном депо № 6 станции «Самарканд». В 1942 году призван по мобилизации в Красную Армию. Участвовал в Великой Отечественной войне. Воевал под Псковом и Ленинградом. Во время одного из сражений в Латвии получил серьёзное ранение и после излечения демобилизовался. На родину возвратился инвалидом. Трудился слесарем автоконтрольного пункта в вагонном депо № 6 станции «Самарканд».
Досрочно выполнил личные социалистические обязательства и производственные задания Восьмой пятилетки (1966—1970). Указом Президиума Верховного Совета СССР от 4 мая 1971 года удостоен звания Героя Социалистического Труда за «выдающиеся успехи в выполнении заданий пятилетнего плана перевозок и повышении эффективности использования технических средств железнодорожного транспорта» с вручением ордена Ленина и золотой медали «Серп и Молот» (№ 15389).
В 1977 году вышел на пенсию. Проживал в Самарканде. В 2007 году вместе с семьёй переехал в посёлок Гидроторф Балахнинского района, где скончался в 2013 году. Похоронен на Пырском кладбище в Балахне.
Награды
- Герой Социалистического Труда
- Орден Ленина
- Орден Отечественной войны 1 степени (11.03.1985)
- Медаль «За отвагу» (06.05.1965)
- Медаль «За трудовое отличие» (06.08.1966)
- Почётный железнодорожник (29.04.1975)